# 11278 Telesio
11278 Telesio eller 1989 SD3 är en asteroid i huvudbältet som upptäcktes den 26 september 1989 av den belgiske astronomen Eric W. Elst vid La Silla-observatoriet. Den är uppkallad efter den italienske filosofen Bernardino Telesio.
Asteroiden har en diameter på ungefär 3 kilometer.